# Cimetière militaire allemand d'Origny-Sainte-Benoite
Le  « Cimetière militaire allemand d'Origny-Sainte-Benoite  » est un cimetière militaire de la Première Guerre mondiale situé sur le territoire de la commune d'Origny-Sainte-Benoite, Aisne.

## Localisation
Ce cimetière militaire allemand est au sud-est, 500 m après la sortie de  la ville, sur la D29 conduisant à Landifay-et-Bertaignemont.

## Historique
Le secteur d'Origny-Sainte-Benoite a été le théâtre de violents combats fin août 1914, puis est resté aux mains des Allemands jusque fin octobre 1918, date à laquelle il a été libéré. À partir de mars 1917, lors des combats sur la ligne Siegfried et en 1918 lors de l'offensive des Cent-Jours, des hôpitaux allemands ont été installés dans le secteur  pour soigner les blessés. Les soldats qui mouraient dans ces hôpitaux étaient inhumés dans ce cimetière. Après l'armistice, les autorités françaises ont décidé de regrouper dans ce cimetière les victimes allemandes inhumées dans 53 cimetières provisoires des environs. Pendant l'entre-deux-guerres, des travaux ont été réalisés : engazonnement, plantation d'arbres, pose d'une pierre commémorative et  construction d'une nouvelle entrée. En 1966, les croix de bois provisoires ont été remplacées par des croix de métal portant les noms gravés des victimes.

## Caractéristique
Dans ce vaste cimetière de plan rectangulaire de 300 m de long sur 150 de large, soit plus de 3 ha, reposent 3942 soldats allemands, 3008 dans des tombes individuelles dont 10 non identifiés et 934  dans une fosse commune dont seuls l'identité de 125 est connu.

## Galerie

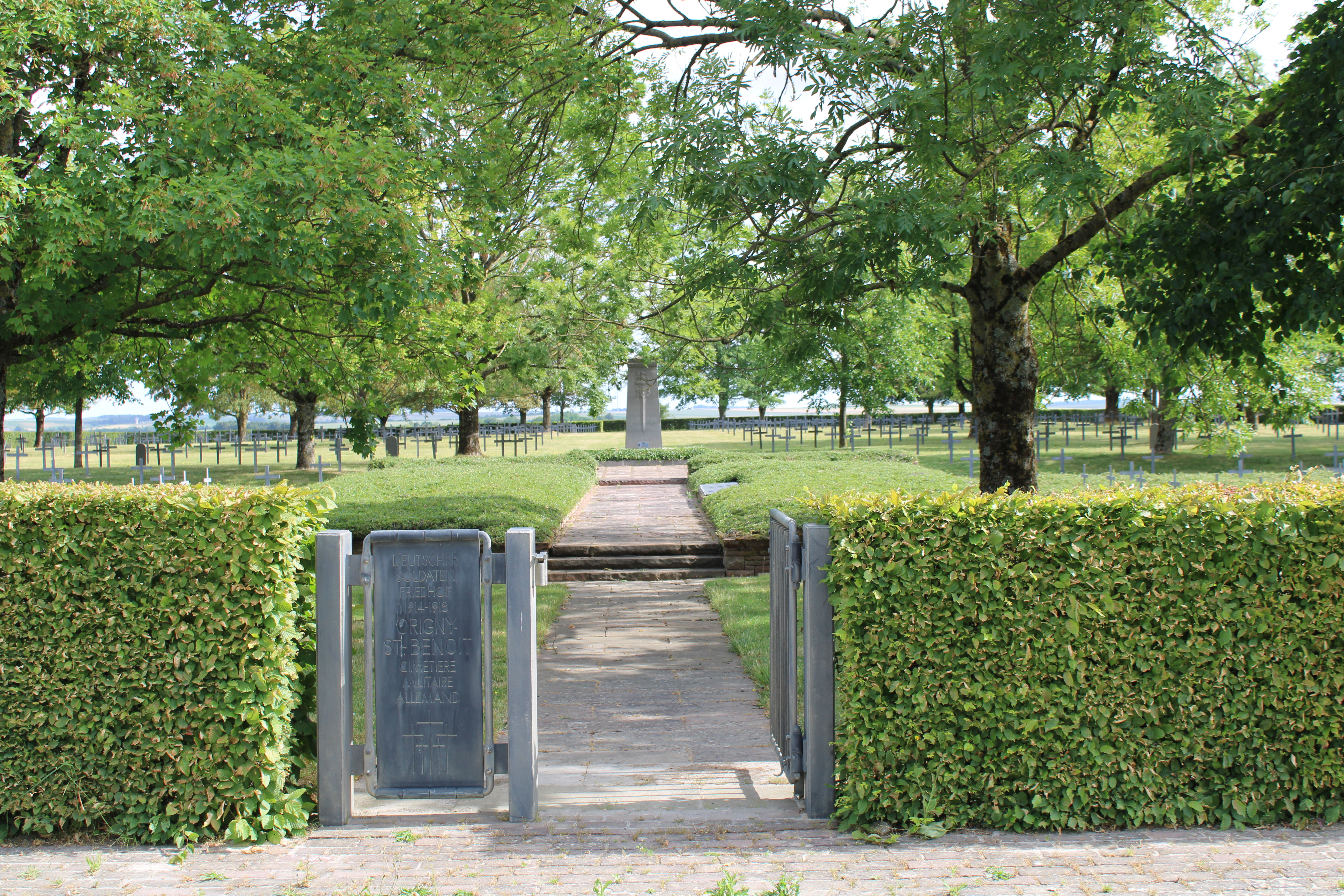
Perspective depuis la route.
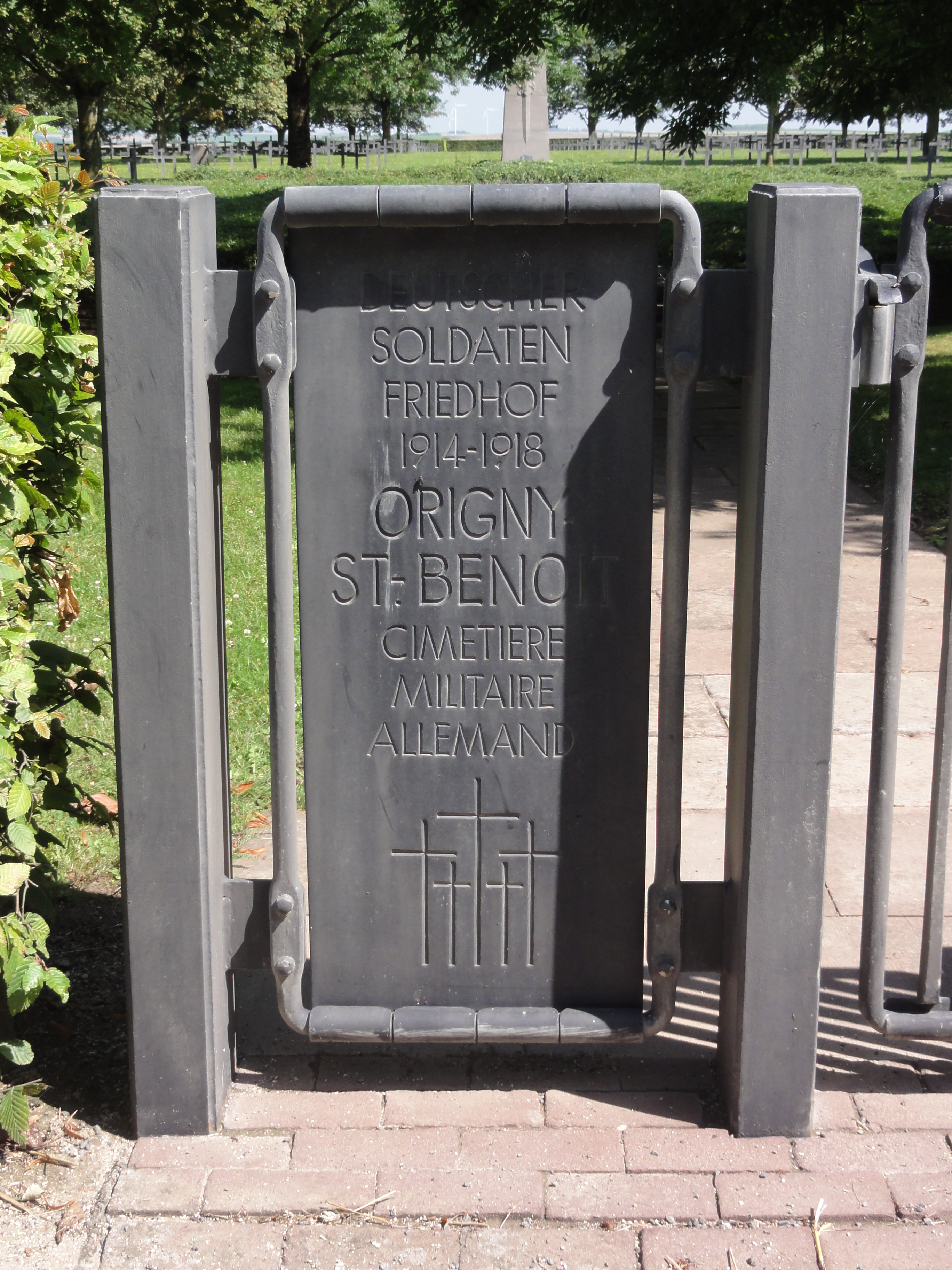
Entrée du cimetière.
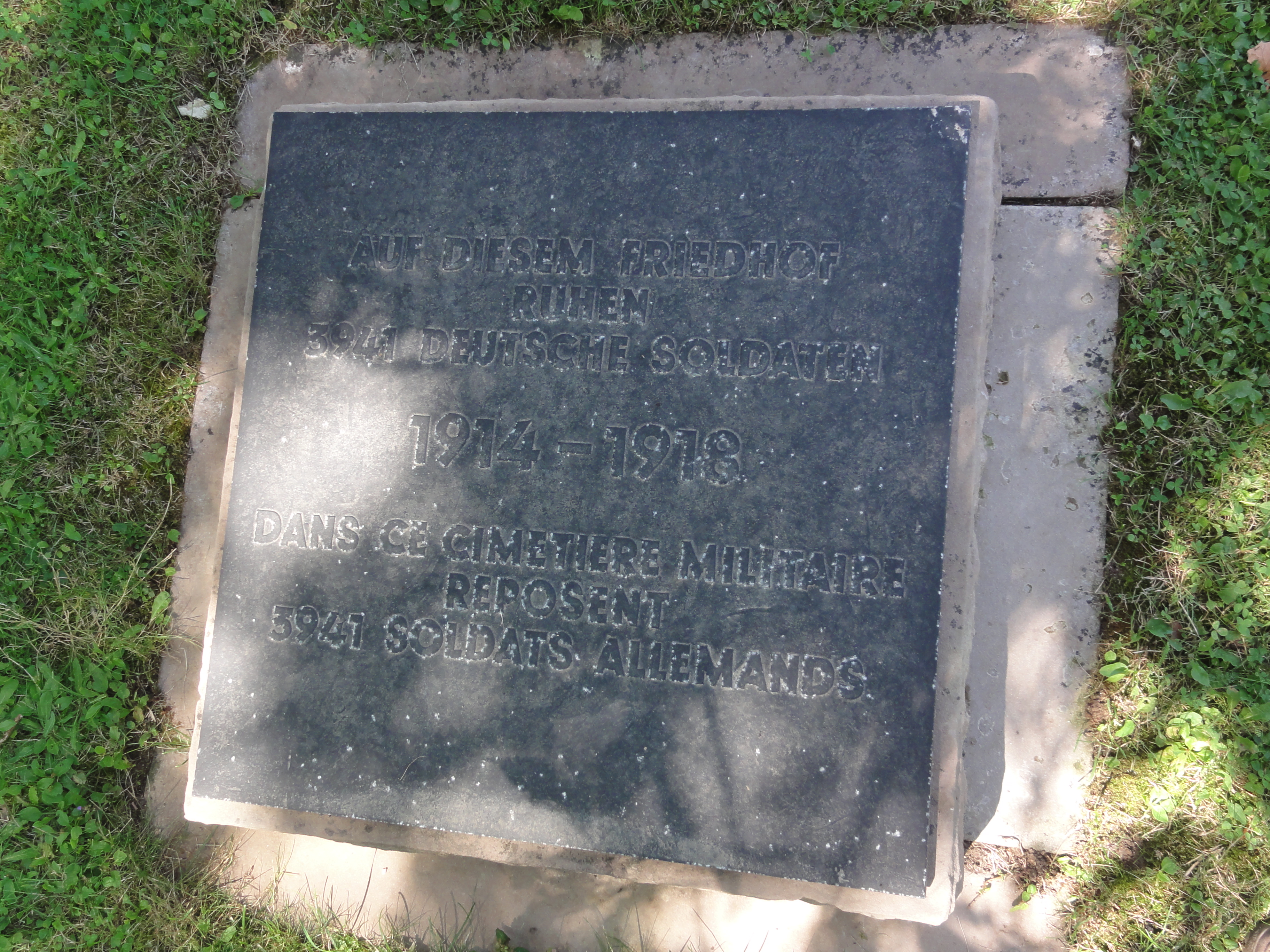
Dans ce  cimetière reposent 4139 soldats allemands.
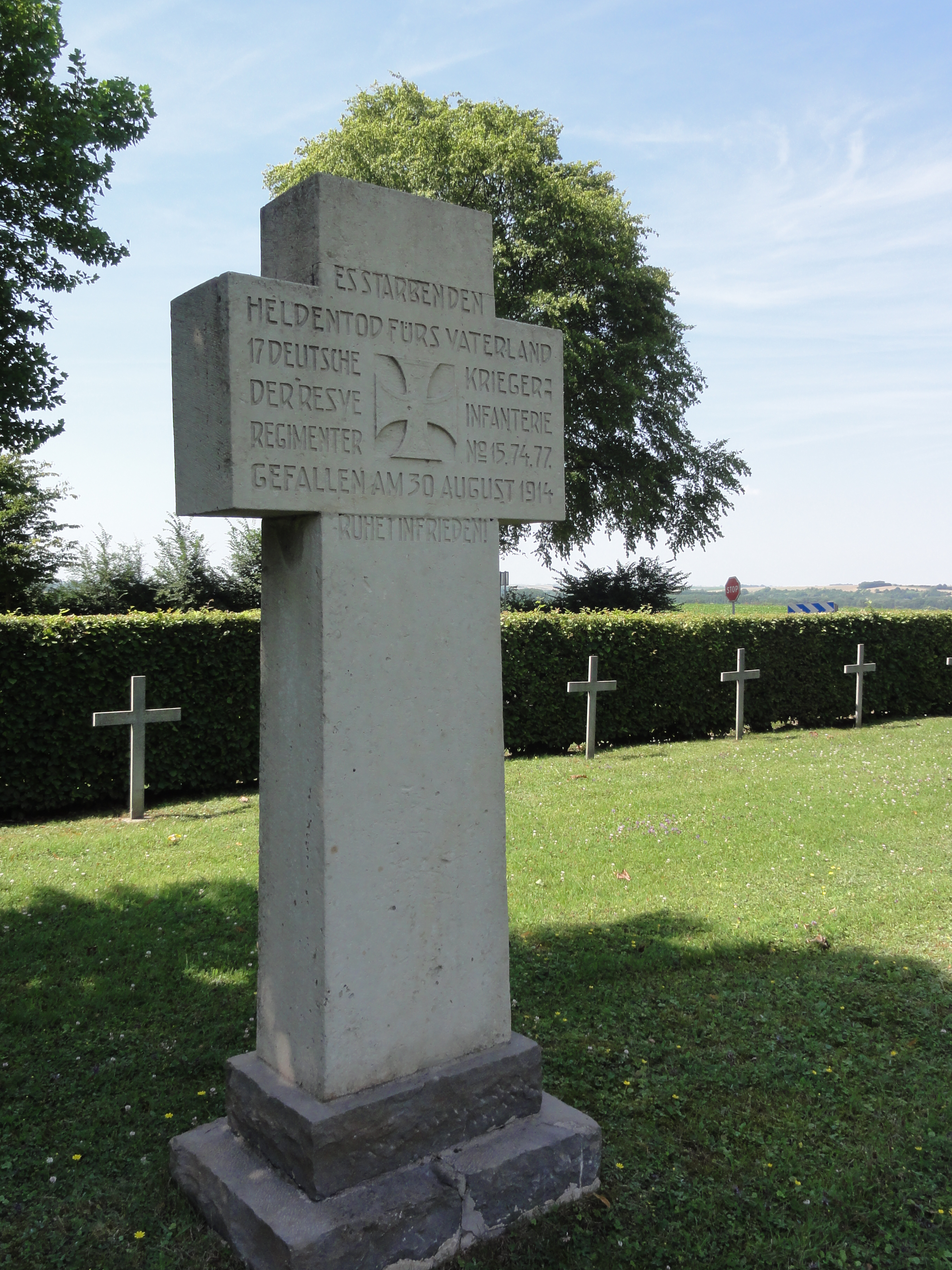
Croix commémorant 17 soldats allemands tombés le 30 août 1914.
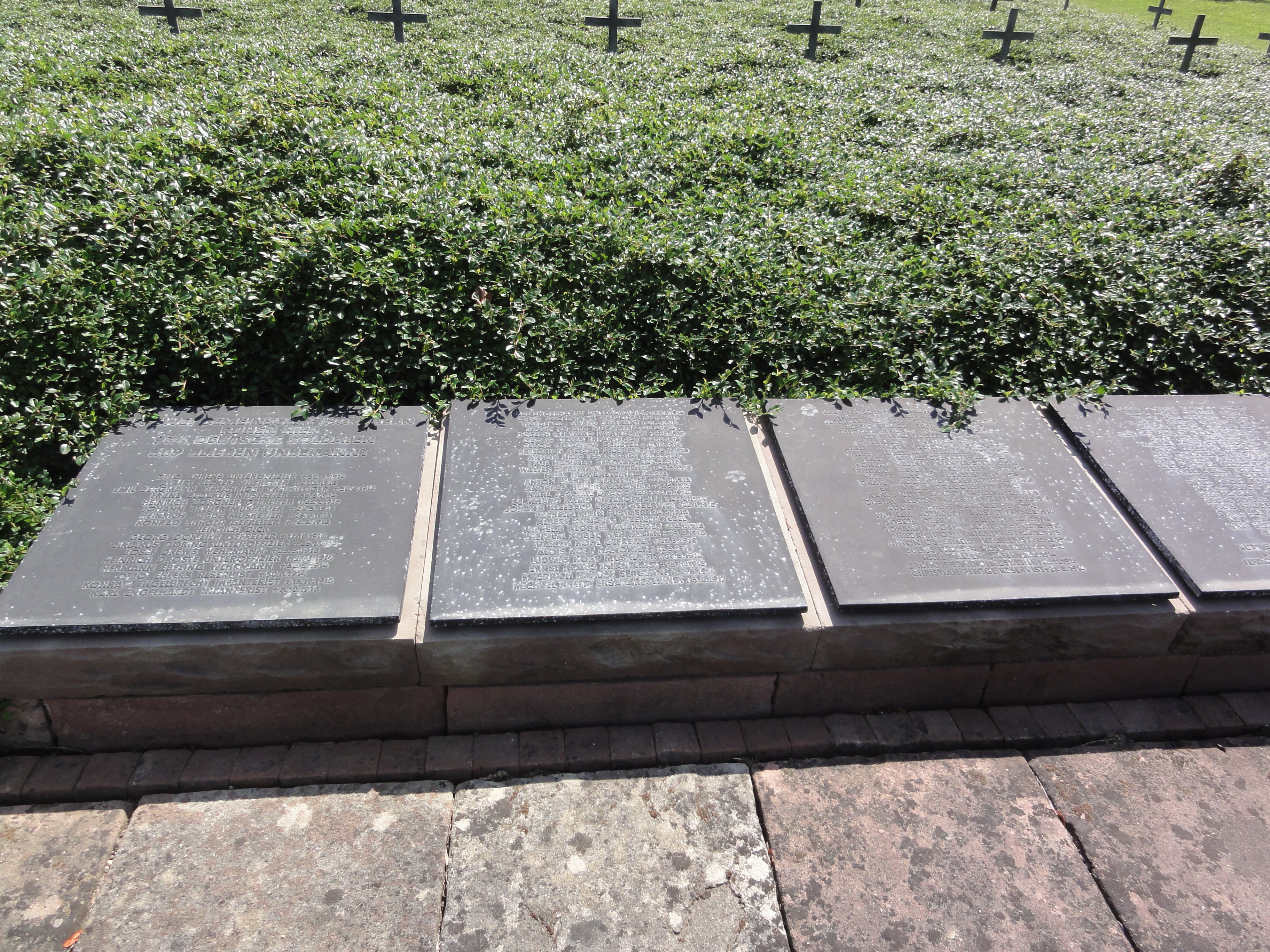
Tombes communes.
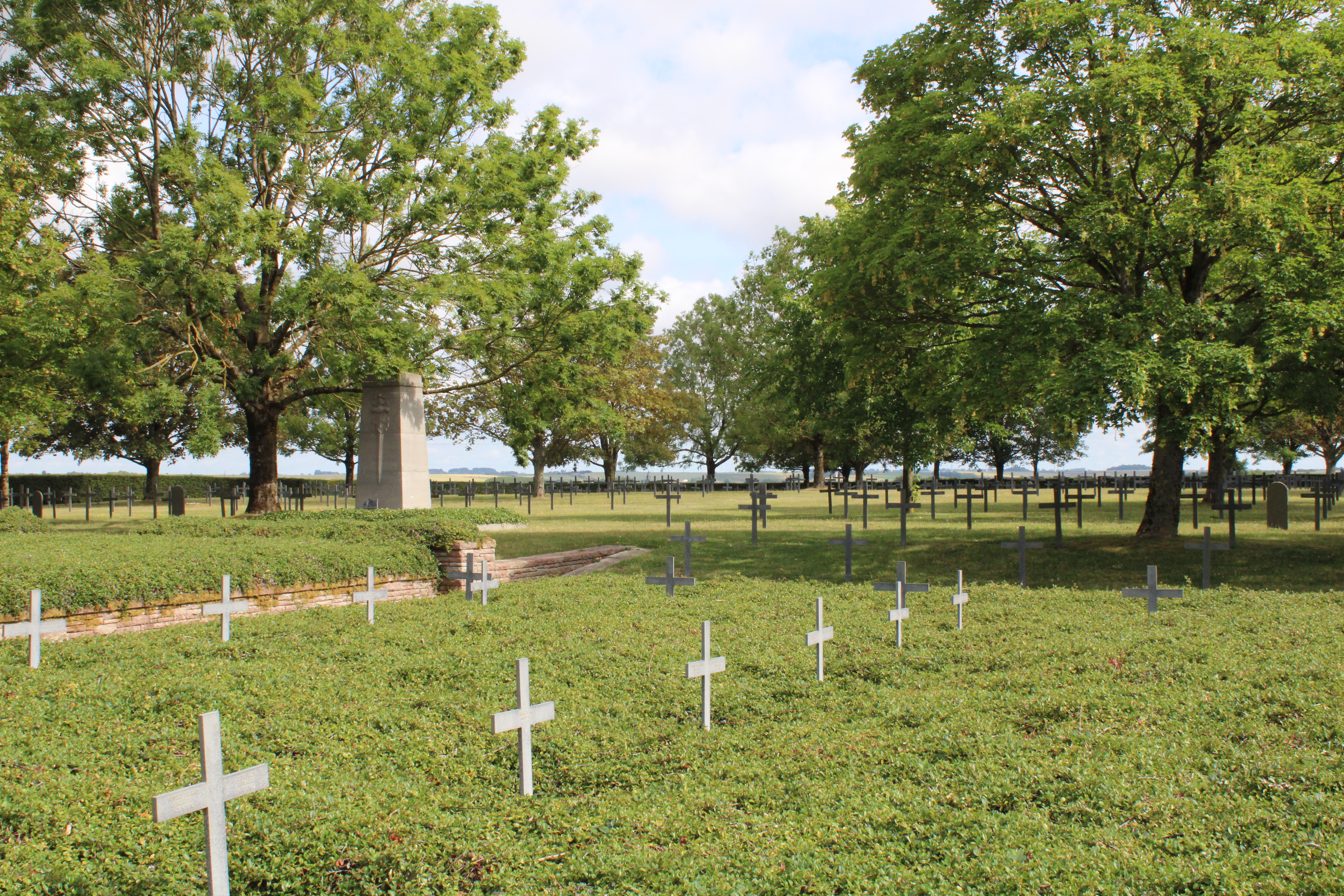

## Sépultures
| Pays      | Sépultures |
| --------- | ---------- |
| Allemagne | 3 942      |